# Halloween (computerspel)
Halloween (ook wel Sexta-Feira 13) is een computerspel dat werd ontwikkeld door MicroGraphicImage en uitgegeven door Wizard Video Games. Het spel kwam in 1983 uit voor de Atari 2600. Het spel is gebaseerd op de gelijknamige horrorfilm uit 1978. Het spel kan worden beschouwd als de eerste videogame met horror, bloed en moord.

## Gameplay
De speler bestuurt een babysitter in een huis van acht kamers en twee verdiepingen. Hij moet kinderen redden uit handen van Michael Myers. De speler verdient punten door kinderen naar een veilige kamer te brengen en door Myers te steken met een mes. De speler gaat naar de volgende level door ofwel vijf kinderen te redden ofwel Myers twee keer te steken. De moordenaar wordt elk level sneller. Het spel gaat door tot de speler zijn drie levens heeft verloren.

## Ontvangst
| Beoordeeld door                     | Platform | Score |
| ----------------------------------- | -------- | ----- |
| The Video Game Critic               | 2005     | 67%   |
| HonestGamers                        | 2005     | 60%   |
| All Game Guide                      | 1998     | 50%   |
| Digital Press - Classic Video Games | 2003     | 40%   |

## Trivia
- Het spel gebruikt muziek met het thema van film dat is geschreven door John Carpenter.